# House House
House House — независимый разработчик видеоигр из Мельбурна, Австралия. Известны своими видеоиграми Push Me Pull You (2016) и Untitled Goose Game (2019). В состав инди-студии входят четыре человека: Нико Диссельдорп, Майкл Макмастер, Джейк Страссер и Стюарт Гиллеспи-Кук.

Первая видеоигра, Push Me Pull You, вышла для Playstation 4 3 мая 2016 года , для PC - 15 июля 2016 года. В 2017 году трейлер второй игры, Untitled Goose Game, стал вирусным и вследствие чего привёл к подписанию издательского соглашения с Panic Inc. Untitled Goose Game вышла 20 сентября 2019 года для Nintendo Switch, Microsoft Windows и macOS. Версии для Playstation 4 и Xbox One вышли 17 декабря 2019 года. Untitled Goose Game стала коммерчески успешна, возглавив чарты загрузок для Nintendo Switch в Австралии, США и Великобритании.

## Список видеоигр
| Год выпуска | Название видеоигры  | Платформы                                       | Издатель    |
| ----------- | ------------------- | ----------------------------------------------- | ----------- |
| 2016        | Push Me Pull You    | Windows, macOS, Linux, PlayStation 4            | House House |
| 2019        | Untitled Goose Game | Windows, macOS, PlayStation 4, Xbox One, Switch | Panic Inc.  |
| 2025        | Big Walk            | macOS, Windows                                  | Panic Inc.  |